# Heinrich von Schüttenhofen
Heinrich von Schüttenhofen OCist (* in Schüttenhofen) war in der zweiten Hälfte des 13. Jahrhunderts ein Bibelwissenschaftler im Umkreis des Stiftes Heiligenkreuz.

## Leben
Lebensdaten sind spärlich überliefert. Er trat vermutlich in Heiligenkreuz oder Goldenkron ein. Es ist auch möglich, dass der gebürtige Böhme durch die Flucht des Goldenkroner Konvents 1278 nach Heiligenkreuz bei Wien kam.
15 Handschriften von seinem Liber de naturis animalium cum moralitatibus, das eine symbolische Ausdeutung von 266 Tieren gibt sind überliefert. Darüber hinaus sind auch andere naturwissenschaftliche Schriften erhalten. Heinrichs Schriften sind ein für heutige Verhältnisse seltene Mischung von biologischen und moraltheologischen Beschreibungen. Eine kritische Edition wird vorbereitet.